# Rhinophis fergusonianus
Rhinophis fergusonianus är en ormart som beskrevs av Boulenger 1896. Rhinophis fergusonianus ingår i släktet Rhinophis och familjen sköldsvansormar. Inga underarter finns listade i Catalogue of Life.
Arten är bara känd från en mindre kullig region i sydvästra Indien. Som hos andra släktmedlemmar lägger honor troligen inga ägg utan föder levande ungar. Annars är inget känt om ormens levnadssätt eller populationens storlek.
Hot mot arten är inte dokumenterade. IUCN kategoriserar arten globalt som otillräckligt studerad.